# بدل‌تپه
بدل تپه مربوط به هزاره اول قبل از میلاد است و در کردکوی، جنوب شهر، شرق جاده پارک جنگلی امام رضا واقع شده و این اثر در تاریخ ۱۰ بهمن ۱۳۸۳ با شمارهٔ ثبت ۱۱۳۱۷ به‌عنوان یکی از آثار ملی ایران به ثبت رسیده است.